# مات مكلور
مات مكلور (بالإنجليزية: Matt McClure)‏ هو لاعب كرة قدم بريطاني في مركز الهجوم، ولد في 17 نوفمبر 1991 في سلاو في المملكة المتحدة. شارك مع منتخب أيرلندا الشمالية تحت 19 سنة لكرة القدم ومنتخب أيرلندا الشمالية تحت 21 سنة لكرة القدم. أما مع النوادي، فقد لعب مع ويكمب وندررز ونادي ويلدستون لكرة القدم.

## وصلات خارجية
- مات مكلور على موقع قاعدة بيانات كرة القدم.إي يو (الإنجليزية)
- مات مكلور على موقع Soccerbase.com (لاعب) (الإنجليزية)